# Paolo Tosti
Sir Francesco Paolo Tosti (ur. 9 kwietnia 1846 w Ortonie, zm. 2 grudnia 1916 w Rzymie) – włoski kompozytor i pedagog.

## Życiorys
W latach 1858–1866 uczył się gry na skrzypcach i kompozycji w konserwatorium w Neapolu. Od 1870 roku działał w Rzymie, uczył śpiewu przyszłą królową Włoch, Małgorzatę Sabaudzką. W 1875 roku odwiedził Londyn, gdzie w 1880 roku osiadł na stałe. Był nauczycielem śpiewu brytyjskiej rodziny królewskiej. Od 1894 roku wykładał w Królewskiej Akademii Muzycznej. W 1906 roku otrzymał brytyjskie obywatelstwo, a w 1908 roku nadano mu tytuł szlachecki. W 1912 roku wrócił do Rzymu.

## Twórczość
Był autorem około 500 pieśni, pisanych do tekstów w językach włoskim i angielskim. Wydał też zbiór Canti popolari abruzzesi.